# Grêmio Esportivo Catanduvense
Der Grêmio Esportivo Catanduvense war ein Fußballklub aus Catanduva, im brasilianischen Bundesstaat São Paulo.

## Geschichte
Bevor der Grêmio Esportivo gegründet wurde, gab es bereits professionellen Fußball in Catanduva. Zuerst war dieses der von 1953 bis 1963 bestehende Catanduva Esporte Clube. Dieser trat aber zu keiner Zeit in der obersten Spielklasse Staatsmeisterschaft von São Paulo, der Liga des Bundesstaates an. An diesen anknüpfend wurde der GEC 5. Februar 1970 gegründet. 1974 konnte man hier die Meisterschaft feiern. In dem Jahr war diese aber nicht mit einem Aufstieg verbunden.
Ab dem Jahr seiner Gründung begann der Klub in der Série A2 der Staatsmeisterschaft, deren zweiten Liga, zu spielen. 1988 erreichte Catanduvense die Finalspiele im Dezember. Gegner war der CA Bragantino, dem man mit 0:2 und 0:3 unterlag. Trotzdem konnte er als Sieger seiner Gruppe in der dritten Runde in die erste Liga der Staatsmeisterschaft aufsteigen. Seinen Einstand in der Liga 1989 gab man am 19. Februar zuhause gegen den Guarani FC. Das Debüt endete in einer 0:1-Niederlage. Den ersten Sieg strich Catanduvense am zweiten Spieltag mit einem 2:1 am 26. Februar beim FC Santos ein. Im Gesamtklassement belegte der Klub den 15. Platz.
Catanduvense profitierte 1989 auch von einer Aufstockung der Teilnehmerzahl der Série B, der zweiten nationalen Liga. Die Divisão Especial 1989 von 24 auf 96 Teilnehmer aufgestockt worden. Der Klub trat in der Gruppr I gegen fünf Konkurrenten an. Die beiden besten aus dieser zogen in die zweite Runde ein. Am 9. September empfing man den Botafogo FC (SP) und gab mit einem 1:0 einen erfolgreichen Einstand. Am Ende der Gruppenphase belegte Catanduvense, mit vier Siegen, fünf Unentschieden und einer Niederlage bei 11:5 Toren, den zweiten Platz und kam in die zweite Runde. In dieser traf der Klub auf den CA Bragantino. Im Hinspiel zuhause unterlag man mit 0:1, sodass das 1:1 im Rückspiel nicht für ein Weiterkommen reichte. Im Gesamtklassement belegte GEC den 26. Platz. Dieses blieb der einzige Auftritt auf nationaler Bühne.
Bis 1993 spielte Catanduvense noch bis einschließlich 1993 in der Série A1 der Staatsmeisterschaft. Am Ende dieser lag der Klub auf dem letzten Platz der Gesamtwertung. In 26 Spielen kam man nur auf drei Siege und sieben Unentschieden bei 20:54 Toren. Dieses hieß für den Klub Abstieg in die zweite Liga der Staatsmeisterschaft 1994. Hier trat dieser nicht mehr an. Aus finanziellen Gründen hatte man Catanduvense aufgelöst.
Ein neu gegründete Catanduva Esporte Clube übernahm den Startplatz von Catanduvense. Der neue Klub trat aber nur 1994 und 1995 an und wurde dann auch aufgelöst. Im März 1999 wurde der Clube Atlético Catanduvense (CAC) gegründet. Da lange Zeit kein Klub aus der Stadt an einem offiziellen Wettbewerb teilgenommen hatte und CAC somit vom regionalen Fußballverband, dem Federação Paulista de Futebol, eingeordnet wurde, startete dieser in der fünften Liga der Staatsmeisterschaft. 2001 löste sich dann auch dieser Klub wieder auf. Erst 2004 kam mit dem Grêmio Catanduvense de Futebol der Profifußball wieder in die Stadt.

## Teilnahme an Fußballwettbewerben
| Wettbewerb                   | Teilnahmen      |
| ---------------------------- | --------------- |
| Série B                      | 01× – 1989      |
| Staatsmeisterschaft Série A  | 05× – 1989–1993 |
| Staatsmeisterschaft Série A2 | 19× – 1970–1988 |

## Erfolge
- Staatsmeisterschaft von São Paulo Série A2: 1974